# Bitka pri Sufetuli
Bitka pri Sufetuli (arabsko معركة سبيطلة, latinizirano: Ma'rakat Sbeitla) leta 647 je bil vojaški spopad med vojskama arabskega Rašidunskega kalifata in bizantinskega Afriškega eksarhata.

## Ozadje
Afriški eksarhat je bil nemiren zaradi spora med večinoma pravoslavnim kalcedonskim prebivalstvom in zagovorniki monoteletstva, poskusa kompromisa med kalcedonstvom in monofizitizmom, ki ga je zasnoval in spodbujal cesar Heraklij leta 638. 
Leta 642–643 so Arabci zavzeli Cirenajko in vzhodno polovico Tripolitanije, vključno s Tripolisom. Širitev Arabcev proti zahodu je preprečil ukaz kalifa Omarja (vladal 634–644).
Leta 646 je eksarh Gregor sprožil upor proti cesarju Konstansu II. (vladal 641–668).  Očiten razlog za upor bila njegova podpora monoteletstvu, nedvomno pa tudi reakcija na muslimansko osvajanje Egipta in grožnjo, ki so jo muslimani predstavljalo bizantinski Afriki. Zdi se, da je upor našel široko podporo tudi med prebivalstvom, ne le med romaniziranimi Afričani, ampak tudi med Berberi v zaledju province.

## Bitka
Leta 647 je Omarjev naslednik Utman ukazal Abdalahu ibn Saadu, naj  z 20.000 možmi napade eksarhat. Muslimani so vdrli v zahodno Tripolitanijo in napredovali do severne meje bizantinske province Bizacene.  Gregor se je z Arabci soočil  pri Sufetuli ob njihovi vrnitvi in bil v bitki ubit. Njegova vojska je bila nato poražena.
Zapisi al-Bidajaha val Nihajaha navajajo, da so bile Abdulahove čete popolnoma obkoljene z Gregorjevo vojsko. Abdulah ibn Zubajr je opazil Gregorja na njegovem bojnem vozu in proti njemu poslal majhen oddelek svojih vojakov pod poveljstvom  Abdulaha ibn Saada, da ga prestreže. Prestrezanje je uspelo in Gregor je bil ubit. Po njegovi smrti se je morala bizantinske vojske začela krhati in kmalu zatem je bila poražena.
Agapij iz Hierapolisa in nekateri sirski viri trdijo, da je Gregor preživel poraz in pobegnil v Konstantinopel, kjer se je pomiril s Konstansom. Večina sodobnih zgodovinarjev sprejema poročilo arabskih kronistov o njegovi smrti v bitki. Arabska poročila trdijo  tudi, da so muslimani ujeli Gregorjevo hčer, ki se je borila na očetovi strani. Kot ujetnico so jo odpeljali v Egipt, vendar se je med pohodom vrgla s kamele in umrla.

## Posledice
Po Gregorjevi smrti so Arabci oplenili Sufetulo in napadli eksarhat, medtem ko so se Bizantinci umaknili v svoje trdnjave. Ker Arabci niso mogli osvojiti bizantinskih utrdb in so bili zadovoljni z velikim plenom, so se v zameno za veliko odkupnino v zlatu umaknili.
Pohodi Arabcev so se za nekaj časa ustavili, bizantinska oblast v severni Afriki pa se je po porazu kljub temu do temeljev zamajala. Berberska plemena so odrekla zvestobo Bizantinskemu cesarstvu in zdi se, da je večina južne Tunizije ušla iz nadzora Kartagine. Bitka pri Sufetuli je označila bolj ali manj bližnji, a neizogibni konec bizantinske nadvlade v Afriki.

## Vira
- Charles Diehl (1896), L'Afrique byzantine: histoire de la domination byzantine en Afrique (533-709) (v francoščini), Pariz
- Denys Pringle (1981), The defence of Byzantine Africa from Justinian to the Arab conquest: an account of the military history and archaeology of the African provinces in the sixth and seventh centuries, B.A.R., ISBN 978-0-86054-119-6